# Berlin, Vermont
Berlin, kommun (town) i Washington County, Vermont, USA. Vid folkräkningen år 2000 bodde 2864 personer på orten. Den har enligt United States Census Bureau en area på totalt 95,6 km² varav 1,2 km² är vatten. 